# Presidium del Soviet Supremo dell'Unione Sovietica
Il Presidium del Soviet Supremo dell'URSS (in russo Президиум Верховного Совета СССР?, Prezidium Verchovnogo Soveta SSSR) è stato l'organo che in Unione Sovietica esercitava collegialmente la funzione di capo di Stato e che veniva eletto dal Soviet Supremo in sessione congiunta delle sue due camere. Esercitava le funzioni parlamentari tra una sessione e l'altra del Soviet Supremo, che normalmente si riuniva solo due volte all'anno, controllava gli organi eletti dallo stesso (governo, giudici ecc.) ed emanava decreti aventi forza di legge da sottoporre alla sua successiva ratifica. Secondo la Costituzione del 1936, il Presidium del Soviet Supremo era composto dal Presidente, da undici vicepresidenti (aumentati a quindici dalla Costituzione del 1977), un segretario e 24 membri (ridotti a 21 nel 1977). La sua sede si trovava nel Cremlino di Mosca. 
Il ruolo di Presidente del Presidium del Soviet Supremo fu abolito nel 1989 e in seguito l'assemblea fu presieduta dal Presidente del Soviet Supremo.
Il mandato dei deputati eletti al Presidium aveva una durata di quattro anni, la stessa di ogni legislatura del Soviet Supremo. Il Presidium era composto dal Presidente, un deputato per ciascuna delle quindici repubbliche, un segretario e venti membri ordinari. Tutte le sue attività erano soggette a revisione da parte del Soviet Supremo, al quale era chiamato a riferire. Ogni repubblica socialista sovietica o repubblica autonoma aveva il proprio Presidium del Soviet Supremo, le cui funzioni erano determinate dalle costituzioni locali.

## Funzioni
Secondo la Costituzione dell'Unione Sovietica, i principali poteri del Presidium del Soviet Supremo erano i seguenti:
- Promulgare decreti;
- Interpretare la legislazione vigente;
- Sciogliere il Soviet Supremo secondo le disposizioni dell'articolo 47 della Costituzione e indire nuove elezioni;
- Effettuare un referendum nazionale di propria iniziativa o su richiesta di una qualsiasi delle repubbliche dell'Unione;
- Dichiarare la nullità dei decreti del Consiglio dei ministri e dei consigli dei ministri delle repubbliche in caso di disaccordo con la normativa vigente;
- Sollevare il Presidente del Consiglio dei Ministri e nominare i ministri, a condizione che il Soviet Supremo non fosse in sessione, con successivo deferimento al Soviet Supremo per l'approvazione;
- Stabilire ordini, onorifici e medaglie e assegnarli;
- Commutare le pene;
- Nominare e sostituire i vertici dello Stato Maggiore dell'Armata Rossa;
- Stabilire ranghi militari e ranghi diplomatici;
- Dichiarare una mobilitazione parziale o generale;
- Dichiarare guerra in caso di attacco all'Unione Sovietica o in ottemperanza agli obblighi dei trattati internazionali di mutua difesa;
- Ratificare e rinunciare ai trattati internazionali firmati dall'Unione Sovietica;
- Rappresentare il Soviet Supremo, nei periodi nel quale non era in sessione, nei suoi rapporti con i parlamenti stranieri;
- Nominare e sostituire i plenipotenziari sovietici all'estero;
- Ricevere credenziali da rappresentanti diplomatici stranieri accreditati presso l'Unione Sovietica;
- Dichiarare la legge marziale in una regione specifica o in tutta l'Unione Sovietica allo scopo di difendere il Paese o preservare l'ordine pubblico e la sicurezza dello Stato.

Il Presidium si occupava anche delle questioni relative all'acquisizione della cittadinanza sovietica, al suo ritiro o alle rinunce volontarie dalla cittadinanza.
Il ruolo di Presidente del Presidium del Soviet Supremo fu abolito nel 1989 e in seguito l'assemblea fu presieduta dal Presidente del Soviet Supremo.
Nel 1990 fu introdotta nell'ordinamento sovietico la figura di Presidente dell'Unione Sovietica; l'unico a ricoprire questa carica è stato Michail Gorbačëv, che ha occupato la carica dal 15 marzo 1990 al 25 dicembre 1991, con lo scioglimento dell'Unione Sovietica.

### Presidenti del Presidium
- Michail Kalinin (17 gennaio 1938 - 19 marzo 1946)
- Nikolaj Švernik (19 marzo 1946 - 6 marzo 1953)
- Kliment Vorošilov (15 marzo 1953 - 7 maggio 1960)
- Leonid Brežnev (7 maggio 1960- 15 luglio 1964)
- Anastas Mikojan (15 luglio 1964 - 9 dicembre 1965)
- Nikolaj Podgornyj (9 dicembre 1965 - 16 giugno 1977)
- Leonid Brežnev (16 giugno 1977 - 10 novembre 1982)
- Vasilij Kuznecov (10 novembre 1982 - 16 giugno 1983) (facente funzione)
- Jurij Andropov (16 giugno 1983 - 9 febbraio 1984)
- Vasilij Kuznecov (9 febbraio 1984 - 11 aprile 1984) (facente funzione)
- Konstantin Černenko (11 aprile 1984 - 10 marzo 1985)
- Vasilij Kuznecov (10 marzo 1985 - 27 luglio 1985) (facente funzione)
- Andrej Gromyko (27 luglio 1985 - 1º ottobre 1988)
- Michail Gorbačëv (1º ottobre 1988 - 25 maggio 1989)

### Presidenti del Soviet Supremo
- Michail Gorbačëv (25 maggio 1989 - 15 marzo 1990)
- Anatolij Luk'janov (15 marzo 1990 - 26 dicembre 1991)

### Presidente dell'Unione Sovietica
- Michail Gorbačëv (15 marzo 1990 - 25 dicembre 1991)